# غيرمان غوميز
غيرمان غوميز (بالإسبانية: Germán Gómez Gómez)‏ (5 يناير 1914  سانتاندير كانتابريا - 22 مارس 2004  في مدريد) كان لاعب كرة قدم محترف إسباني، لعب لنادي راسينغ سانتاندر وأتلتيكو مدريد.

## روابط خارجية
- غيرمان غوميز على موقع قاعدة بيانات كرة القدم.إي يو (الإنجليزية)
- غيرمان غوميز على موقع ناشيونال فوتبول تيمز (الإنجليزية)